# Johann Jelaćić

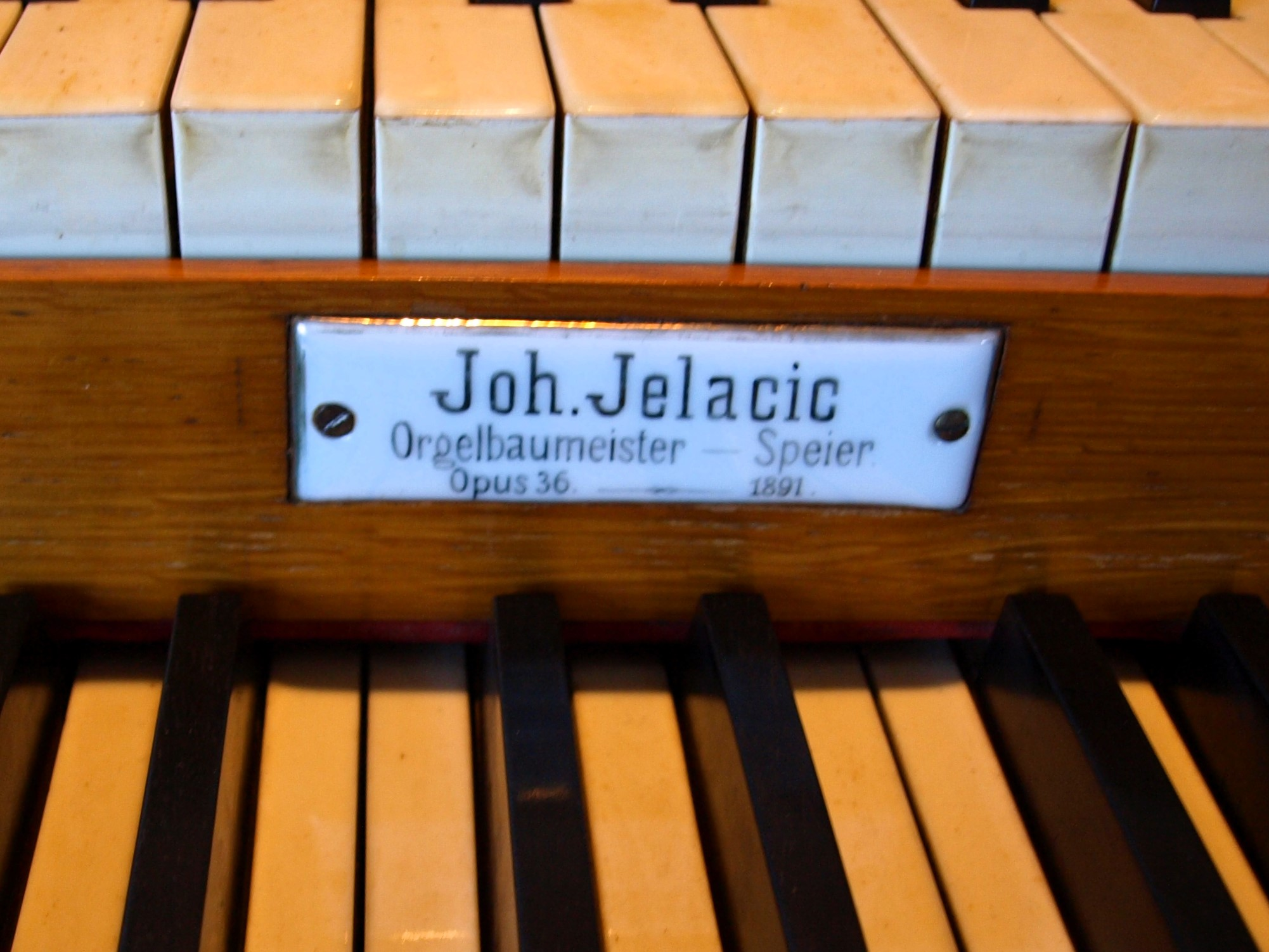
Firmenschild in der Protestantischen Pfarrkirche in Freisbach

Johann Jelaćić (auch Jelacic, Ilerzhizh, Ilerćić oder Jelatschitsch) (* 7. Mai 1840 in Maunitz (heute Unec), Cerknica, Slowenien; † 17. Mai 1899 in Landau in der Pfalz) war ein deutscher Orgelbauer mit Werkstattsitz in Speyer. Er arbeitete hauptsächlich an bereits bestehenden Orgeln in der Pfalz.

## Leben
Johann Jelaćić wurde als Sohn eines gleichnamigen Schreiners im heutigen Slowenien geboren. Er war zunächst bei Walcker Orgelbau in Ludwigsburg tätig. In den Jahren 1877 und 1878 war er in Ludwigshafen sowie 1880–1883 in Duttweiler ansässig. Ab dem Jahr 1884 bis vermutlich kurz vor seinem Tod lebte er in Speyer. Er heiratete 1888 in zweiter Ehe Franziska Baumann, die zwei Jahre später, im Jahr 1890 starb.
In der Literatur wird häufig rezipiert, Jelaćić sei der Trunksucht verfallen und im Rausch bei einem Schneesturm im Landauer Stadtteil Dammheim ums Leben gekommen. Es ist jedoch davon auszugehen, dass dies nicht der Realität entspricht. Laut Sterbeeintrag verstarb er subito et improvisus, also „plötzlich und unerwartet“.

## Arbeit

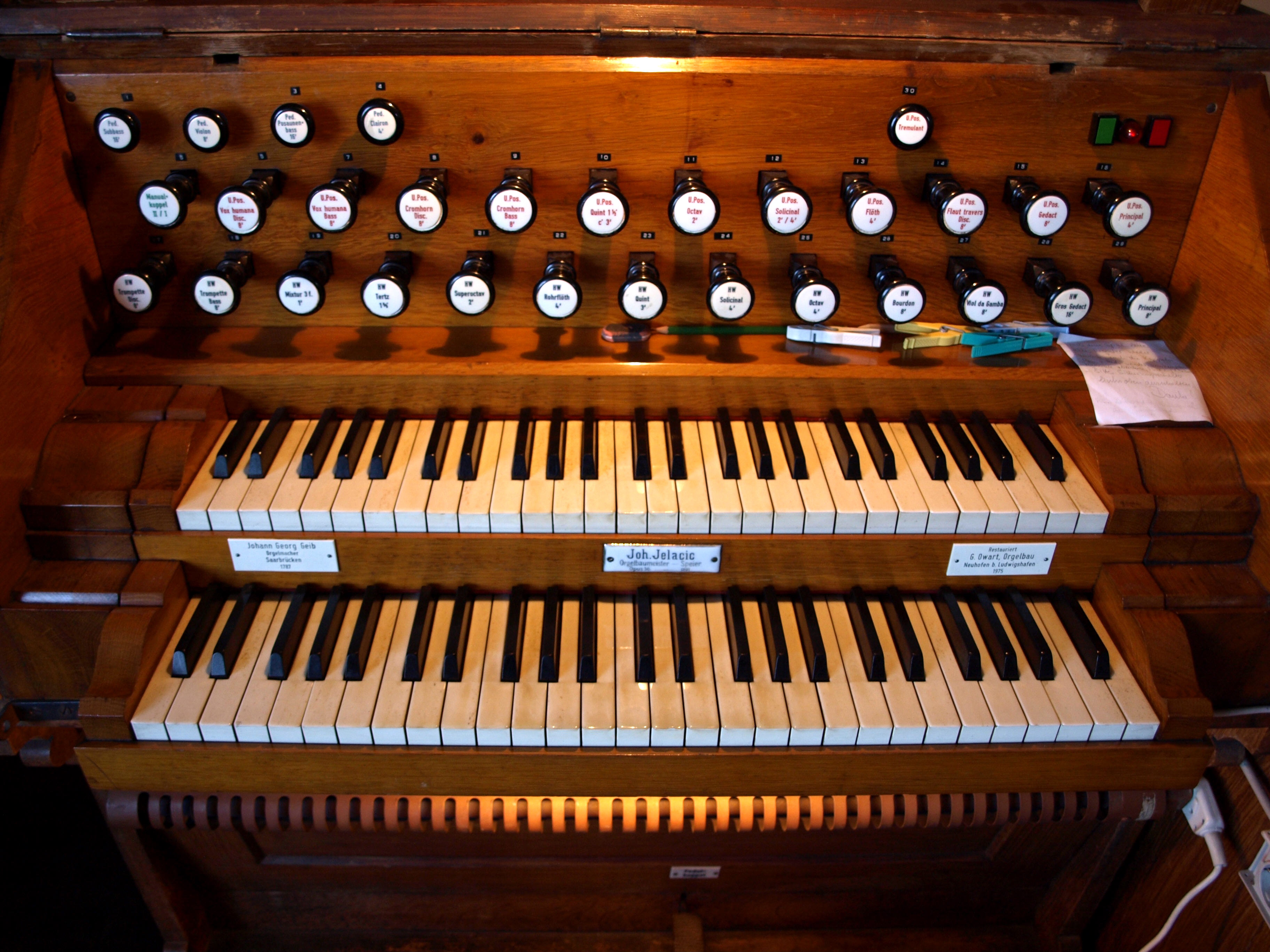
Erhaltener Spieltisch von Jelaćić in der Protestantischen Pfarrkirche in Freisbach

Der Umbau einer Orgel in der Lehrerbildungsanstalt in Speyer ist Jelaćić’ erste nachweisbare Arbeit. Seine wohl wichtigste Arbeit war der Umbau der Orgel in der Speyerer Dreifaltigkeitskirche im Jahr 1882.
Jelaćić führte die Windladen seiner Orgeln überwiegend als Kegelladen aus. Die Bauteile für seine Arbeiten bezog er von der Firma Laukhuff aus Weikersheim sowie Pfeifen von der Firma Gunzinger aus Solothurn.
Es sind 40 Neu- und Umbauten von Jelaćić belegt, wovon die Instrumente in Grethen (Bad Dürkheim) und Weyher in der Pfalz erhalten sind.
Ab 1887 arbeitete Franz Kämmerer als Geselle in Jelaćić’ Werkstatt. 1891 musste Jelaćić Konkurs anmelden. Nach seinem Tod 1899 übernahm Kämmerer die Werkstatt.

## Werkliste (unvollständig)
| Jahr | Ort                  | Gebäude                     | Bild | Manuale | Register | Bemerkungen |
| ---- | -------------------- | --------------------------- | ---- | ------- | -------- | --- |
| 1883 | Harthausen           | St. Johannes der Täufer     |      | II/P    | 24       | 1979 von Hugo Wehr ersetzt; originales Prospekt im neugotischen Stil und große Teile des Pfeifenmaterials weitgehend erhalten |
| 1884 | Zeiskam              |                             |      | II/P    | 24       | In historischem Gehäuse aus 1840 von August von Voit 1924 durch eine Link-Orgel ersetzt                                       |
| 1885 | Bad Dürkheim-Grethen | St. Margarethen             |      | I/P     | 8        | Erhalten; von Gregor Feld instand gesetzt                                                                                     |
| 1887 | Weyher in der Pfalz  | St. Peter und Paul          |      | II/P    | 18       | Erhalten |
| 1888 | Kleinkarlbach        | St. Nikolaus                |      | I/P     | 7        | 1972 ersetzt |
| 1890 | Niederotterbach      | St. Nikolaus                |      | I/p     | 4        | Um 1970 ersetzt |
| 1891 | Bellheim             | St. Nikolaus                |      | II/P    | 31       | 1980 von Paul Ott ersetzt; originales Prospekt erhalten (Bild)                                                                |
| 1894 | Kusel                | Protestantische Stadtkirche |      | II/P    | 18       | [ 1 ] |